# 1968-1969シーズンのNBA
1968-1969シーズンのNBAは、NBAの23回目のシーズンである。

## シーズン前

### ドラフト
ドラフトではエルヴィン・ヘイズが、サンディエゴ・ロケッツから全体1位指名を受けた。またウェス・アンセルド、ボブ・カウフマンらが指名を受けている。

### その他
- 新たにフェニックス・サンズ、ミルウォーキー・バックスが加盟し、チーム数は14に増加した。
- セントルイス・ホークスがミズーリ州セントルイスから、ジョージア州アトランタに本拠地を移転し、アトランタ・ホークスと改称した。
- この年の夏に開催されたメキシコシティ五輪は、アパルトヘイト政策を敷く南アフリカ共和国の五輪参加に抗議し、黒人選手によるボイコット運動が相次いだ大会である。バスケットボールアメリカ代表でも、この年にNBA入りするウェス・アンセルド、エルヴィン・ヘイズや、カリーム・アブドゥル＝ジャバーらが代表入りをボイコットしている。

## シーズン

### オールスター
- 開催日：2月14日
- 開催地：ニューヨーク
- オールスターゲーム　ウエスト 123－112 イースト
- MVP：オスカー・ロバートソン　（シンシナティ・ロイヤルズ）

### イースタン・デビジョン
| チーム                   | 勝 | 負 | 勝率 | ゲーム差 |
| ------------------------ | -- | -- | ---- | -------- |
| ボルチモア・ブレッツ     | 57 | 25 | .695 | -        |
| フィラデルフィア・76ers  | 55 | 27 | .671 | 2        |
| ニューヨーク・ニックス   | 54 | 28 | .659 | 3        |
| ボストン・セルティックス | 48 | 34 | .585 | 9        |
| シンシナティ・ロイヤルズ | 41 | 41 | .500 | 16       |
| デトロイト・ピストンズ   | 32 | 50 | .390 | 25       |
| ミルウォーキー・バックス | 27 | 55 | .329 | 30       |

### ウエスタン・デビジョン
| チーム                         | 勝 | 負 | 勝率 | ゲーム差 |
| ------------------------------ | -- | -- | ---- | -------- |
| ロサンゼルス・レイカーズ       | 55 | 27 | .671 | -        |
| アトランタ・ホークス           | 48 | 34 | .585 | 7        |
| サンフランシスコ・ウォリアーズ | 41 | 41 | .500 | 14       |
| サンディエゴ・ロケッツ         | 37 | 45 | .451 | 18       |
| シカゴ・ブルズ                 | 33 | 49 | .402 | 22       |
| シアトル・スーパーソニックス   | 30 | 52 | .366 | 25       |
| フェニックス・サンズ           | 16 | 66 | .195 | 39       |

### スタッツリーダー
| 部門       | 選手                   | チーム                   | 記録  |
| ---------- | ---------------------- | ------------------------ | ----- |
| 得点       | エルヴィン・ヘイズ     | サンディエゴ・ロケッツ   | 2,327 |
| リバウンド | ウィルト・チェンバレン | ロサンゼルス・レイカーズ | 1,712 |
| アシスト   | オスカー・ロバートソン | シンシナティ・ロイヤルズ | 772   |
| FG%        | ウィルト・チェンバレン | ロサンゼルス・レイカーズ | .583  |
| FT%        | ラリー・ジークフリード | ボストン・セルティックス | .864  |

※1969-70シーズン以前はアベレージよりも通算でスタッツリーダーが決められていた。

### 各賞
- 最優秀選手: ウェス・アンセルド, ボルチモア・ブレッツ
- ルーキー・オブ・ザ・イヤー: エルヴィン・ヘイズ, サンディエゴ・ロケッツ
- 最優秀コーチ賞: ジーン・シュー, ボルチモア・ブレッツ

- All-NBA First Team:
  - アール・モンロー, ボルチモア・ブレッツ
  - ビリー・カニンガム, フィラデルフィア・76ers
  - オスカー・ロバートソン, シンシナティ・ロイヤルズ
  - ウェス・アンセルド, ボルチモア・ブレッツ
  - エルジン・ベイラー, ロサンゼルス・レイカーズ

- All-NBA Rookie Team:
  - ゲイリー・グレゴール, フェニックス・サンズ
  - ウェス・アンセルド, ボルチモア・ブレッツ
  - エルヴィン・ヘイズ, サンディエゴ・ロケッツ
  - アート・ハリス, シアトル・スーパーソニックス
  - ビル・ヒューイット, ロサンゼルス・レイカーズ

- NBA All-Defensive Team:
- First Team:
  - デイブ・ディバッシャー, ニューヨーク・ニックス
  - ネイト・サーモンド, サンフランシスコ・ウォリアーズ
  - ビル・ラッセル, ボストン・セルティックス
  - ウォルト・フレイジャー, ニューヨーク・ニックス
  - ジェリー・スローン, シカゴ・ブルズ
- Second Team:
  - ルディー・ラルッソ, サンフランシスコ・ウォリアーズ
  - サッチ・サンダース, ボストン・セルティックス
  - ジョン・ハブリチェック, ボストン・セルティックス
  - ジェリー・ウェスト, ロサンゼルス・レイカーズ
  - ビル・ブリッジス, アトランタ・ホークス

### シーズン概要
- オール・ディフェンシブ・チームが新設される。
- この年のドラフトは後にオールスターに出場した選手が3名のみとやや不作の年だったが、全体1位2位の上位指名を受けたエルヴィン・ヘイズとウェス・アンセルドが際立った活躍を見せた。エルヴィン・ヘイズはルーキーイヤーから得点王に輝き、ウェス・アンセルドはウィルト・チェンバレン以来史上2人目のルーキーにしてMVP獲得者となった。
- 着々と力を蓄えるニューヨーク・ニックスはチーム史上初となる50勝以上を記録。一方王者ボストン・セルティックスは1955-56シーズン以来となる、勝率6割を下回った。

### ブレッツの躍進
MVPウェス・アンセルド擁するボルチモア・ブレッツはチーム史上初の勝率5割以上を達成し、さらにデビジョン優勝まで果たした。チームのリーディングスコアラーであるアール・モンローと、このシーズンに急成長を見せたケヴィン・ローリーにより強力なバックコートコンビを形成し、インサイドをガス・ジョンソンとそしてウェス・アンセルドが固めた。ブレッツを率いたジーン・シューHCは最優秀コーチ賞に選ばれた。

### 76ersの解体とビッグスリーの誕生
前々季に優勝を果たしたフィラデルフィア・76ersから最重要人物の2人が離脱した。ウィルト・チェンバレンとアレックス・ハナムHCである。チェンバレンはロサンゼルス・レイカーズに移籍し、ハナムはより大きなサラリーを求めてABAに渡った。
チェンバレンが移籍したロサンゼルス・レイカーズには当時を代表するスター選手2名が在籍していた。エルジン・ベイラーとジェリー・ウェストである。2人の境遇は3年前のチェンバレンとそっくりであった。優勝できる実力とチャンスを得ながら、尽くボストン・セルティックスにその夢を打ち砕かれているのである。ベイラーにウェスト、そしてチェンバレンと当時類を見ない豪華なビッグスリーで、レイカーズは悲願の優勝を目指すこととなった。
チェンバレンの抜けた76ersはビリー・カニンガムらの成長でこのシーズンも高勝率を維持した。

## プレーオフ・ファイナル
|  | デビジョン準決勝 | デビジョン準決勝 | デビジョン準決勝 |                |   | デビジョン決勝 | デビジョン決勝 | デビジョン決勝 |  |  | ファイナル | ファイナル | ファイナル |
|  |                  |                  |                  |                |   |                |                |                |  |  |            |            |            |
|  | 1                | レイカーズ       | 4                |                |   |                |                |                |  |  |            |            |            |
|  | 3                | ウォリアーズ     | 2                |                |   |                |                |                |  |  |            |            |            |
|  | 3                | ウォリアーズ     | 2                |                | 1 | レイカーズ     | 4              |                |  |  |            |            |            |
|  | Western Division |                  |                  |                | 1 | レイカーズ     | 4              |                |  |  |            |            |            |
|  |                  |                  | 2                | ホークス       | 1 |                |                |                |  |  |            |            |            |
|  | 4                | ロケッツ         | 2                | ホークス       | 1 | 2              |                |                |  |  |            |            |            |
|  | 4                | ロケッツ         |                  |                |   | 2              |                |                |  |  |            |            |            |
|  | 2                | ホークス         | 4                |                |   |                |                |                |  |  |            |            |            |
|  |                  |                  |                  |                |   |                |                |                |  |  | W1         | レイカーズ | 3          |
|  |                  |                  | E4               | セルティックス | 4 |                |                |                |  |  |            |            |            |
|  | 1                | ブレッツ         | 0                |                |   |                |                |                |  |  |            |            |            |
|  | 3                | ニックス         | 4                |                |   |                |                |                |  |  |            |            |            |
|  | 3                | ニックス         | 4                |                | 3 | ニックス       | 2              |                |  |  |            |            |            |
|  | Eastern Division |                  |                  |                | 3 | ニックス       | 2              |                |  |  |            |            |            |
|  |                  |                  | 4                | セルティックス | 4 |                |                |                |  |  |            |            |            |
|  | 4                | セルティックス   | 4                | セルティックス | 4 | 4              |                |                |  |  |            |            |            |
|  | 4                | セルティックス   |                  |                |   | 4              |                |                |  |  |            |            |            |
|  | 2                | 76ers            | 1                |                |   |                |                |                |  |  |            |            |            |

- ファイナルMVP：ジェリー・ウェスト, ロサンゼルス・レイカーズ

### 11回目の優勝
このシーズン、王者ボストン・セルティックスは1955-56シーズン以来となる勝率6割を下回り、デビジョン4位と連覇への道は険しいと思われた。しかしデビジョン準決勝ではアップセットが次々と起こり、ニューヨーク・ニックスがボルチモア・ブレッツをスイープで破り1952–53シーズン以来となるデビジョン決勝に進むと、セルティックスも第2シードのライバルフィラデルフィア・76ersを降すと、ニックスも破って2年連続12度目のファイナルに進出した。
ファイナルの対戦相手は2年連続7度目の対決となるロサンゼルス・レイカーズだった。打倒セルティックスに燃えるレイカーズは、最後の手段としてこの10年の間に唯一セルティックスを破った元フィラデルフィア・76ersのウィルト・チェンバレンをトレードで獲得。ビル・ラッセル対策にはこれ以上ない人材で補強し、万全の体制でセルティックスを迎え撃った。このセルティックス対レイカーズは1960年代最後の対決であり、次に両者がファイナルで相見えるのは1984年である。
シリーズはジェリー・ウェストとジョン・ハブリチェックのエースガード対決となった。是が非でもチャンピオンリングを欲するレイカーズのジェリー・ウェストは第1戦で53得点を記録し、大事な初戦を120-118で勝利した。セルティックスは新エースに定着したジョン・ハブリチェックが第1戦で39得点、第2戦で43得点とチームを引っ張ったが、第2戦でもウェストは41得点を記録してチームを勝利に導き、レイカーズはシリーズ2勝目をあげた。チェンバレンはラッセル封じに全精力を注いだため、この試合は4得点に終わった。またレイカーズのビッグスリーの一角を担うエルジン・ベイラーは、第2戦でレイカーズの最後の12得点を一人であげるなどの活躍を見せた。打倒セルティックスと悲願の優勝に向けて、レイカーズは最高のスタートを切った。
一気に窮地に追い込まれたセルティックスを救ったのはハブリチェックだった。第3戦ではレイカーズのキース・エリクソンの指がハブリチェックの左目を襲った。しかしハブリチェックは左目を閉じながらプレイを続け、34得点を記録してチームを勝利に導いた。3戦続けて両チームとも100得点を越えるハイスコアゲームとなったが、第4戦は一転、ロースコアゲームが展開された。試合終盤、88-87とレイカーズは1点のリードを奪い、あとは残りの15秒間ボールキープすればよいだけだった。しかしセルティックスのイーム・ブライアントが値千金のスティールを決め、タイムアウトを挟んだ後のセルティックスのプレイでサム・ジョーンズが決勝ブザービーターを沈めて88-87でセルティックスが2連勝を飾った。
敵地ボストンでの2連戦を落としたレイカーズは、ホームのロサンゼルスに戻って立て直しを試みた。第5戦では優勝請負人のチェンバレンがゴール下を支配し、13得点31リバウンドを記録。ウェストも39得点をあげ、117-104でレイカーズが勝利し、打倒セルティックスまであと1勝に迫った。しかしこの試合でウェストが膝を痛めるアクシデントに見舞われた。第6戦ではウェストの負傷を補うプレイがレイカーズのチームメイトに求められたが、チェンバレンは僅か2得点に終わり、ウェストは26得点を記録したが99-90でセルティックスが勝利し、シリーズは3勝3敗のタイとなった。
同カード4度目となるファイナル第7戦。ウェストは第6戦の無理が祟って怪我がさらに悪化し、膝に包帯を巻いた痛々しい姿でコートに現れた。試合は第3Qにチェンバレンがファウルトラブルのためベンチに下げられると、セルティックスがレイカーズを一気に突き放し、第4Qには91-76の大量リードを奪われた。窮地に追い込まれたレイカーズはここから手負いのエースが猛反撃を見せ、残り3分には100-103まで追い付いた。しかし最後はドン・ネルソンのジャンプショットがレイカーズの追撃を断ち切り、レイカーズの優勝を祝う予定で飾り立てられたアリーナのなか、セルティックスが108-106で勝利し連覇と11回目の優勝を決めた。
セルティックスが1960年代最後の優勝を決めたこのファイナルの主役は、ラッセルでもハブリチェックでもなく、満身創痍のなか王者に最後まで抵抗したジェリー・ウェストだった。ウェストは第7戦で42得点13リバウンド12アシストのトリプル・ダブルを達成し、セルティックスを最後まで追い詰めた。そしてこのシーズンから新設された初代ファイナルMVPに選ばれたのは、優勝したセルティックスからではなく、レイカーズのジェリー・ウェストだった。ウェストはNBA史上、優勝しなかったチームからファイナルMVPに選ばれた唯一の選手となった。

## 王朝の終焉
13年間で八連覇を含む11度の優勝を果たし、アメリカプロスポーツ史上類を見ない長期政権を築き上げたボストン・セルティックス。長期に渡ってリーグを支配できたのはチーム内の世代交代を常に実施してきたことにあるが、しかし一人の選手の引退により、ついにその王朝の歴史に幕を閉じる時が来た。
セルティックスがプレーオフ常連の一強豪チームからリーグの絶対王者となったのは、1956年にビル・ラッセルが入団してからだった。以降セルティックスの栄光は常にラッセルと共にあり、ラッセルは11回の優勝を経験したセルティックス唯一の選手となった。さらにレッド・アワーバックがヘッドコーチの座から退いてからは選手兼任のままコーチとしてチームを率い、セルティックスの優勝回数をさらに2つ上積みした。ラッセルが果たした業績はセルティックス内に留まらず、黒人選手の地位向上など、NBA全体に及ぼした影響も限りなく大きかった。ラッセルは巨大な足跡をセルティックスとNBAに残し、このシーズン限りをもって現役から引退し、そしてヘッドコーチも辞任した。ラストーシーズンの成績は9.9得点19.3リバウンドだった。
さらにラッセルの翌年にセルティックスに入団したサム・ジョーンズも引退。2人の中心選手の引退により、ボストンの地に多大な栄華をもたらし、同時にセルティックス以外の選手の多くの夢を打ち砕いたセルティックス王朝は、ようやく終焉の時を迎えた。
ラストシーズン
- ビル・ラッセル　（1956-69）
- サム・ジョーンズ　（1957-69）
- ルディー・ラルッソ　（1959-69）　現役時代の大半をセルティックスのライバルチーム、ロサンゼルス・レイカーズで過ごした。